# マイケル (ファッションモデル)
マイケル（Michael、1991年12月21日 - ）は、日本の元男性タレント、元男性モデル。本名、マイケル・ウィリアム・メンツァー（Michael William Mentzer）。
ドイツ系アメリカ人の父と日本人の母の間に生まれたハーフ。レプロエンタテインメントに所属していた。

## 略歴
- 1994年 - モデルとしてデビュー（マイケル・メンツァー名義）。
- 2002年 - NHK教育『天才てれびくんシリーズ』にてれび戦士として2年間出演。
- 2002年 - フライディに所属。Mikey（マイキー）に改名。
- 2005年 - Michael（マイケル）に改名。
- 2006年 - レプロエンタテインメントに所属。マイケルに改名。
- 2013年 - 芸能界を引退。
- 2022年 - 元子役の 佐達ももことの結婚を発表した。

## 出演

### CM
- Mr.Children「終わりなき旅」、PV（1998年）
- JUJU「YOU」、PV（2011年）

### バラエティ
- 天才てれびくんシリーズ（NHK教育）てれび戦士
  - 天才てれびくんワイド（2002年 - 2003年）
  - 天才てれびくんMAX（2003年 - 2004年）

### テレビドラマ
- 初恋（NHKBS2）